# 韦扎讷
韦扎讷（法語：Vézannes，法語發音：[vezan]）是法国勃艮第-弗朗什-孔泰大区约讷省的一个市镇，属于阿瓦隆区。

## 地理
韦扎讷（47°52'36"N, 3°52'29"E）面积9.01 平方千米，位于法国勃艮第-弗朗什-孔泰大區约讷省，该省份为法国中北部内陆省份，西接卢瓦雷省，西北接塞纳-马恩省，南至涅夫勒省，东临科多尔省，东北与奥布省接壤。
与韦扎讷接壤的市镇（或旧市镇、城区）包括：韦济讷、科朗、贝尔努伊、迪耶、瑞奈、蒂塞。

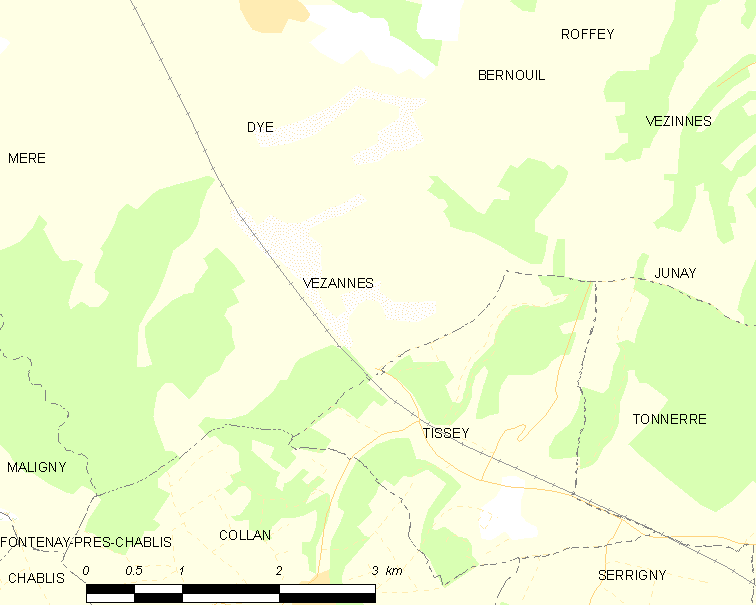
韦扎讷的OSM定位图

韦扎讷的时区为UTC+01:00、UTC+02:00（夏令时）。

## 行政
韦扎讷的邮政编码为89700，INSEE市镇编码为89445。

## 政治
韦扎讷所属的省级选区为托内鲁瓦县。

## 人口

1962-2008年间韦扎讷人口变化图示

韦扎讷于2022年1月1日时的人口数量为52人。